# Gerard Cieślik
Gerard Cieślik (Chorzów, 27 aprile 1927 – Chorzów, 3 novembre 2013) è stato un calciatore polacco, di ruolo attaccante.

## Carriera
Vinse quattro campionati polacchi (1951, 1952, 1953, 1960) ed 1 Coppa di Polonia (1951). Fu capocannoniere del campionato polacco nel 1952 e nel 1953. In Nazionale segnò 27 reti totali e prese parte alle Olimpiadi del 1952.

## Palmarès

### Giocatore

#### Competizioni nazionali
- Campionato polacco: 4

Ruch Chorzow: 1951, 1952, 1953, 1960
- Coppa di Polonia: 1

Ruch Chorzow: 1951